# Glassell Park
Glassell Park è un quartiere dell'EstSide di Los Angeles che si trova 5 miglia a nord dalla Downtown.
Confina con il quartiere Atwater Village ed il fiume Los Angeles ad ovest, con la città di Glendale a nord, Eagle Rock a nord-est e con Mount Washington e Cypress Park a sud.
Il quartiere è in gran parte abitato da gente della classe lavoratrice, latino-americani, bianchi e filippini.
Il distretto è collocato su una zona relativamente collinosa di Los Angeles che offre una vista particolarmente spettacolare. Il terreno si è invece dimostrato particolarmente instabile. Durante la stagione invernale del 2004/2005, rivelatasi particolarmente piovosa, parte della collina franò distruggendo diverse case.

## Storia
La terra dove oggi sorge Glassell Park era originalmente parte del Rancho San Rafael che fu concesso nel 1784 al caporale spagnolo José María Verdugo. L'avvocato Andrew Glassell ricevette una parte del Rancho con la Great Partition del 1871. Glassell si stabilì nell'area con la sua famiglia da cui molte strade come la Toland way, la Drew, la Andrita e la Margaurite Street presero il nome.
Lo sviluppo di Glassell Park prese il via all'inizio del XX secolo, con le suddivisioni tra la Verdugo Road e la San Fernando Road messe in vendita nel 1907. Nel 1912 la città di Los Angeles annesse la maggior parte del quartiere. Annesse la parte rimanente nel 1916.
La famiglia Glassel continuò la suddivisione delle proprie terre vendendo, durante la Grande depressione, il terreno che oggi ospita il Forest Lawn Memorial Park. Il quartiere in forte espansione era servito dalla Los Angeles Railway che percorreva Eagle Rock Boulevard verso il quartiere di Eagle Rock.